# Стелино (Сијена)
Стелино је насеље у Италији у округу Сијена, региону Тоскана.
Према процени из 2011. у насељу је живело 52 становника. Насеље се налази на надморској висини од 393 м.